# Tjeckiens nationella symfoniorkester
Tjeckiens nationella symfoniorkester (tjeckiska: Český národní symfonický orchestr), förkortad:  CSNO,  är en symfoniorkester i Prag i Tjeckien. Den bildades 1993 av Jan Hasenöhrl, som spelar trumpet.

## På populärmusikscenen
1996 spelade orkestern på albumet På andra sidan drömmarna av Ulf Lundell.
Då Lotta Engberg fyllde 40 år 2003, for hon till Prag för att spela in en balladlåt, Nära livets mening, tillsammans med orkestern. Låten förlades till albumet Kvinna & man 2005, som avslutningsspår.
Den 20 augusti 2003, vid en symfonisk spelmusikkonsert i Leipzig i Tyskland, blev orkestern den första att framföra musik skriven till videospel live utanför Japan.
Orkestern spelade även tillsammans med blackmetalbandet Dimmu Borgir under den tyska metalfestivalen Wacken Open Air 2012. 